# Trieces genalis
Trieces genalis là một loài tò vò trong họ Ichneumonidae.